# Elizabeth Cambage

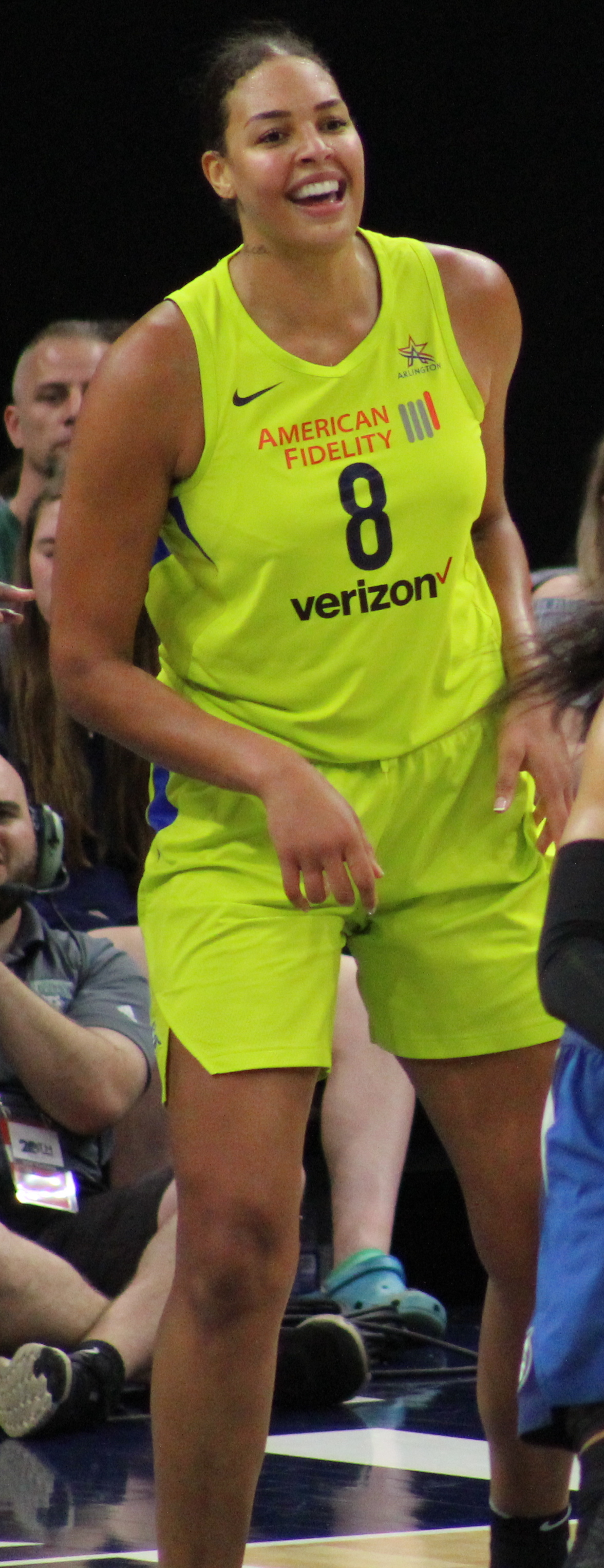
Cambage w barwach Dallas Wings (2018).

Elizabeth Folake Cambage (ur. 18 sierpnia 1991 w Londynie) – australijska koszykarka, reprezentantka kraju, grająca na pozycji środkowej. Brązowa medalistka Igrzysk Olimpijskich w Londynie (2012), wicemistrzyni świata (2018), obecnie zawodniczka Los Angeles Sparks w WNBA.

## Kariera sportowa

### Reprezentacja Australii
Z reprezentacją Australii zdobyła brązowy medal Igrzysk Olimpijskich w Londynie (2012) oraz mistrzostwo Oceanii w 2009. W 2010 zajęła ze swoją drużyną 5. miejsce na mistrzostwach świata. Jako pierwsza kobieta w historii igrzysk olimpijskich zdobyła punkty wsadem do kosza.

### Kariera klubowa
Jej pierwszym zespołem w zawodowej australijskiej lidze WNBL była drużyna Dandenong Rangers (2007), następnie była zawodniczką Australian Institute of Sport (2007-2008) i Bulleen Boomers (2009-2012). W 2011 sięgnęła po mistrzostwo Australii, była też wybrana najlepszą zawodniczką ligi. W 2010 i 2011 była wybierana do zespołu all-star ligi. W 2012 została zawodniczką chińskiej drużyny Zhejiang Chouzhou.
W 2011 występowała w grającym w WNBA zespole Tulsa Shock i została wybrana do gry w meczu All-Star tego sezonu.
14 maja 2019 trafiła w wyniku wymiany do Las Vegas Aces. 13 marca 2021 podpisała kolejną umowę z klubem. 15 lutego 2022 została zawodniczką Los Angeles Sparks.

## Osiągnięcia
Stan na 30 czerwca 2022.

### WNBA
- Wicemistrzyni WNBA (2020)[4]
- Laureatka WNBA Peak Performers Award (2018 w kategorii punktów)
- Zaliczona do:
  - I składu:
    - WNBA (2018)
    - debiutantek WNBA (2011)

  - II składu WNBA (2019)[5]
- Uczestniczka meczu gwiazd:
  - WNBA (2011, 2018, 2019[6])
  - kadra USA vs gwiazdy WNBA (2021)[7]
- Liderka strzelczyń WNBA (2018)[8]

### Drużynowe
- Mistrzyni Australii (WNBL – 2011, 2020)

### Indywidualne
- MVP WNBL (2011)
- Laureatka WNBL Top Shooter Award (2011, 2018)
- Zaliczona do I składu WNBL (2010, 2011, 2018, 2020)
- Liderka w:
  - zbiórkach WNBL (2010, 2018)
  - blokach:
    - chińskiej ligi WBCA (2013, 2016)
    - WNBL (2011)

### Reprezentacja
Drużynowe
- Mistrzyni:
  - Igrzysk Wspólnoty Narodów (2018)
  - Oceanii (2009)
- Wicemistrzyni świata (2018)
- Brązowa medalistka olimpijska (2012)
- Uczestniczka:
  - mistrzostw świata:
    - 2010 – 5. miejsce, 2018
    - U–19 (2009 – 5. miejsce)

  - igrzysk olimpijskich (2012, 2016 – 5. miejsce)

Indywidualne
- Zaliczona do I składu mistrzostw świata:
  - 2018
  - U–19 (2009)
- Liderka:
  - strzelczyń:
    - mistrzostw świata:
      - 2018
      - U–19 (2009)

    - igrzysk olimpijskich (2016)

  - mistrzostw świata w:
    - bokach (2018 – 2,8)[9]
    - skuteczności rzutów z gry (2018 – 62,9%)[10]

  - igrzysk olimpijskich w skuteczności rzutów z gry (2012 – 59,5%)[11]